# Beatriz Camacho
Beatriz Eugenia Camacho Vélez, conocida como Beatriz Camacho (Cartagena, 3 de mayo de 1966), es una diseñadora de modas y empresaria colombiana. Sus colecciones se comercializan en Colombia y exporta a países como México y Venezuela. Dentro de sus creaciones se encuentran prendas femeninas, vestidos sobre medida y accesorios. 

## Biografía
Beatriz Camacho nació y se crio en Cartagena en 1966. Estudió el bachillerato en el gimnasio Cartagena de Indias y al terminar viajó a Boston para estudiar en el New Bury School of Fashion desing, una escuela de diseño de modas. Posteriormente en Roma estudió en la escuela Callegari, patronaje y organización de la producción industrial.
A su regreso a Colombia, a sus 23 años inició su proyecto que la llevaría a posicionarse como una de las principales exponentes de la moda colombiana. Con el apoyo familiar montó su taller en Cartagena, contrató cuatro modistas y tres meses después creó su primera colección.
En 1992 participó por primera vez en Colombiamoda. En 1993, se casó y decidió trasladarse a Barranquilla, donde se encuentra su taller en la actualidad.
Sus colecciones se han expuesto en los eventos de moda más importantes del país como Colombiamoda, Cali Exposhow y Plataforma K, entre otros, además de en pasarelas internacionales en México, Estados Unidos y Europa. Ha participado en dos ocasiones en la Semana de la Moda en Milán, en 2009 lo hizo con su colección inspirada la obra del pintor vienés Hundertwasser. Su primera participación fue con la pasarela Identidad Colombia, promovida por Artesanías de Colombia.
Camacho ha colaborado durante varios años con el Concurso Nacional de Belleza.
En la actualidad posee tiendas en Cartagena (su primera boutique), Barranquilla.

## Premios
- 2008, Premio Cromos de la Moda, mejor diseñador.
- 2017, Premio Cromos de la Moda, mejor diseñador.